# Žehušice
Žehušice är en köping i Tjeckien.   Den ligger i regionen Mellersta Böhmen, i den centrala delen av landet, 70 km öster om huvudstaden Prag. Žehušice ligger 222 meter över havet och antalet invånare är 587.
Terrängen runt Žehušice är platt.Runt Žehušice är det ganska tätbefolkat, med 116 invånare per kvadratkilometer. Närmaste större samhälle är Čáslav, 6,6 km söder om Žehušice. Trakten runt Žehušice består till största delen av jordbruksmark.